# Raionul Nijîn, Cernihiv
Nijîn (în ucraineană Ніжинський район, transliterat: Nijînskîi raion) este un raion în regiunea Cernihiv, Ucraina. Are reședința la Nijîn.
Are o suprafață de 7.226,6 km². Populația este de 228.700 locuitori, determinată în 2020.